# Клан Максвелл
Клан Максвелл (англ. Clan Maxwell) — один из кланов равнинной части Шотландии — Лоуленда. На сегодня клан не имеет признанного герольдами Шотландии и лордом Львом вождя, поэтому называется в Шотландии «кланом оруженосцев».

## История

### Истоки клана
Предполагаемое происхождение имени Максвелл состоит в том, что оно происходит от Маккуса Велла, поселившегося в бассейне на реке Твид недалеко от Келсо, на шотландской границе. Маккус считался вождем, жившим во времена правления короля Шотландии Давида I.
Сэр Джон Максвелл был камергером Шотландии, но умер бесплодным, и ему наследовал его младший брат Аймер. От сыновей Аймера произошли многие ветви семьи на юго-западе Шотландии.

### Войны за независимость Шотландии
Сэр Герберт Максвелл появляется в Рагманских свитках 1296 года, присягая на верность королю Англии Эдуарду I Плантагенету. Сын Герберта, Юстас Максвелл, держал замок Керлаверок как вассал англичан, однако позже он перешел на сторону Роберта Брюса и сражался на его стороне в битве при Бэннокбёрне (1314).

### XV—XVI века
Потомок Юстаса, другой сэр Герберт, был создан лордом Максвеллом примерно в 1440 году. Он занял место лорда парламента. Ветвь клана, Максвеллы из Монрейта, происходят от его второго сына и позже в 1681 году стали баронетами.
Пятый лорд Максвелл заинтриговал короля Англии Генриха VII Тюдора. В 1526 году Максвеллы поддержали Арчибальда Дугласа, 6-го графа Ангуса, в битве при Мелроузе, где они нанесли поражение силам сэра Вальтера Скотта. Однако к 1542 году король Шотландии Яков V назначил его лордом-хранителем марок. Также в 1542 году лорд Максвелл был схвачен в битве при Солуэй-Мосс.
Джон Максвелл, 8-й лорд Максвелл (1552—1593), был набожным католиком во время шотландской Реформации и участвовал в ряде заговоров по восстановлению на престоле Марии, королевы Шотландии . После того, как Мария была казнена в 1587 году и после поражения Испанской армады, лорд Максвелл продолжал переписываться с королем Испании Филиппом II, пытаясь заручиться поддержкой католической революции. Однако Максвелл был убит в 1593 году в результате вражды с кланом Джонстон из Локерби. Вражда продолжалась, и следующий лорд Максвелл застрелил сэра Джеймса Джонстона. Брат Максвелла, Роберт, унаследовал титул Максвелла и был назначен графом Нитсдейлом в 1620 году.

### XVII век

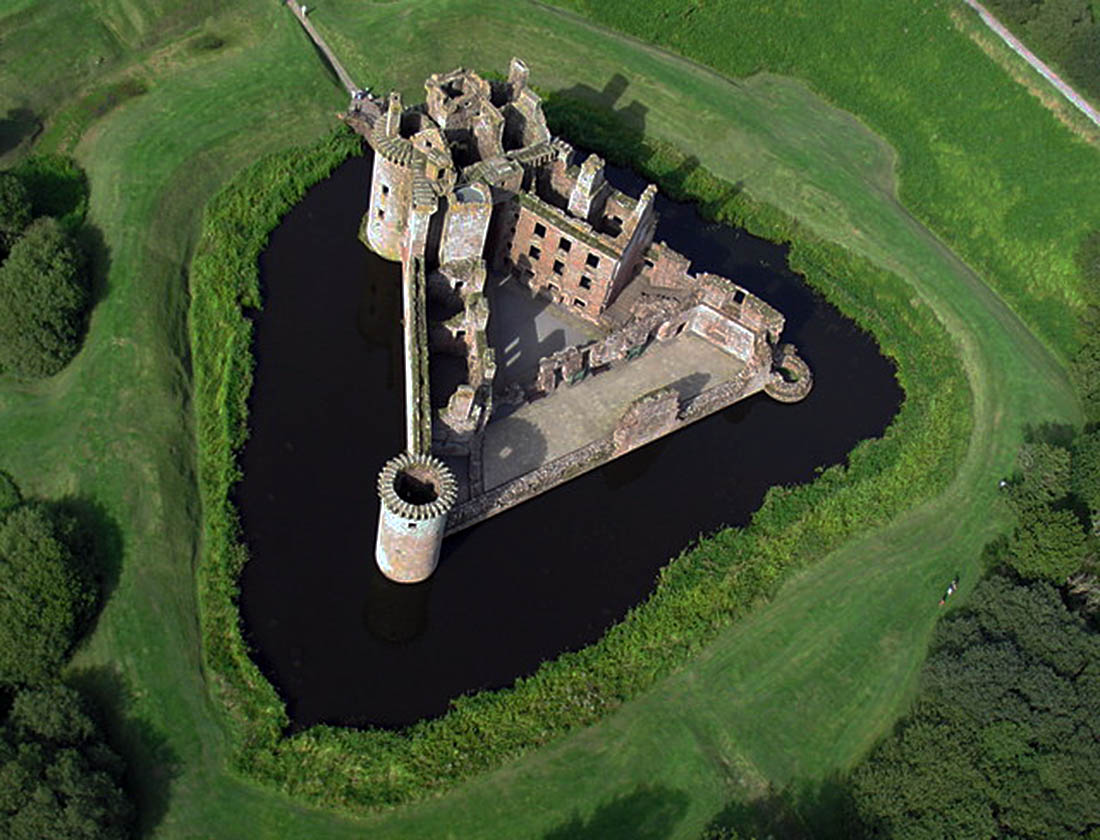
Замок Керлаверок, историческая резиденция вождей клана Максвелл

Лорд Максвелл также враждовал с могущественным кланом Дуглас из-за графства Мортон, которое он считал своим наследством. За эту ссору он был заключен в тюрьму в Эдинбургском замке в 1607 году. После побега он выстрелил сэру Джеймсу в спину во время встречи, проводившейся «под доверенностью», и бежал во Францию. В его отсутствие он был признан виновным в государственной измене и приговорен к смертной казни. По возвращении в Шотландию в 1612 году он был арестован и обезглавлен в Эдинбурге 21 мая 1613 года.

### XVIII век и восстание якобитов
Уильям Максвелл, 5-й граф Нитсдейл (1676—1744), был стойким якобитом и попал в плен в битве при Престоне (1715 г.) во время восстания якобитов в 1715 году . Он был приговорен к смертной казни и заключен в Лондонском Тауэре. Однако с помощью своей жены Уинифред он переоделся служанкой, и пара сбежала в Рим, где граф умер в 1744 году.

## Замки
- Замок Керлаверок был резиденцией главы клана Максвелл[5].
- Замок Трив принадлежал клану Максвелл с 1526 по 1640 год[6].
- Замок Максвелл был построен в 1545 году, но разрушен англичанами в 1570 году[7].
- Замок Ньюарк, Порт Глазго был построен кланом Максвелл в XV веке[8].
- Замок Хэггс принадлежал Максвеллам с 1585 по 1972 год.
- Поллок-хаус, резиденция баронетов Максвелл из Поллока, теперь имеет международное значение, так как в нем находится всемирно известная коллекция Барреллов.
- Айл-Тауэр